# Marko Marin
Marko Marin /maːko ma'ʁiːn/ (Bosanska Gradiška, Yugoslavia, hoy Republika Srpska, Bosnia y Herzegovina, 13 de marzo de 1989) es un exfutbolista internacional alemán de origen serbobosnio que jugaba de centrocampista.

## Carrera

### Infancia
Hijo de fer y Ranko Marin. Marin, solo vivió dos años en su ciudad natal, Bosanska Gradiška, y debido al trabajo de su madre se tuvieron que mudar a Alemania. Creció en Frankfurt, donde Marin empezó a jugar fútbol en equipos de la ciudad. Su ídolo en la infancia era el futbolista Dejan Savićević, mientras que su club favorito era el Estrella Roja.

### Inicios
Marko Marin empezó su carrera futbolística en el SG 01 Höchst. Más tarde ingresó en la cantera del Eintracht de Frankfurt, hasta el comienzo de la temporada 2005/06, cuando fichó por el Borussia Mönchengladbach. Pronto ascendió al segundo equipo, donde disputó 16 partidos.

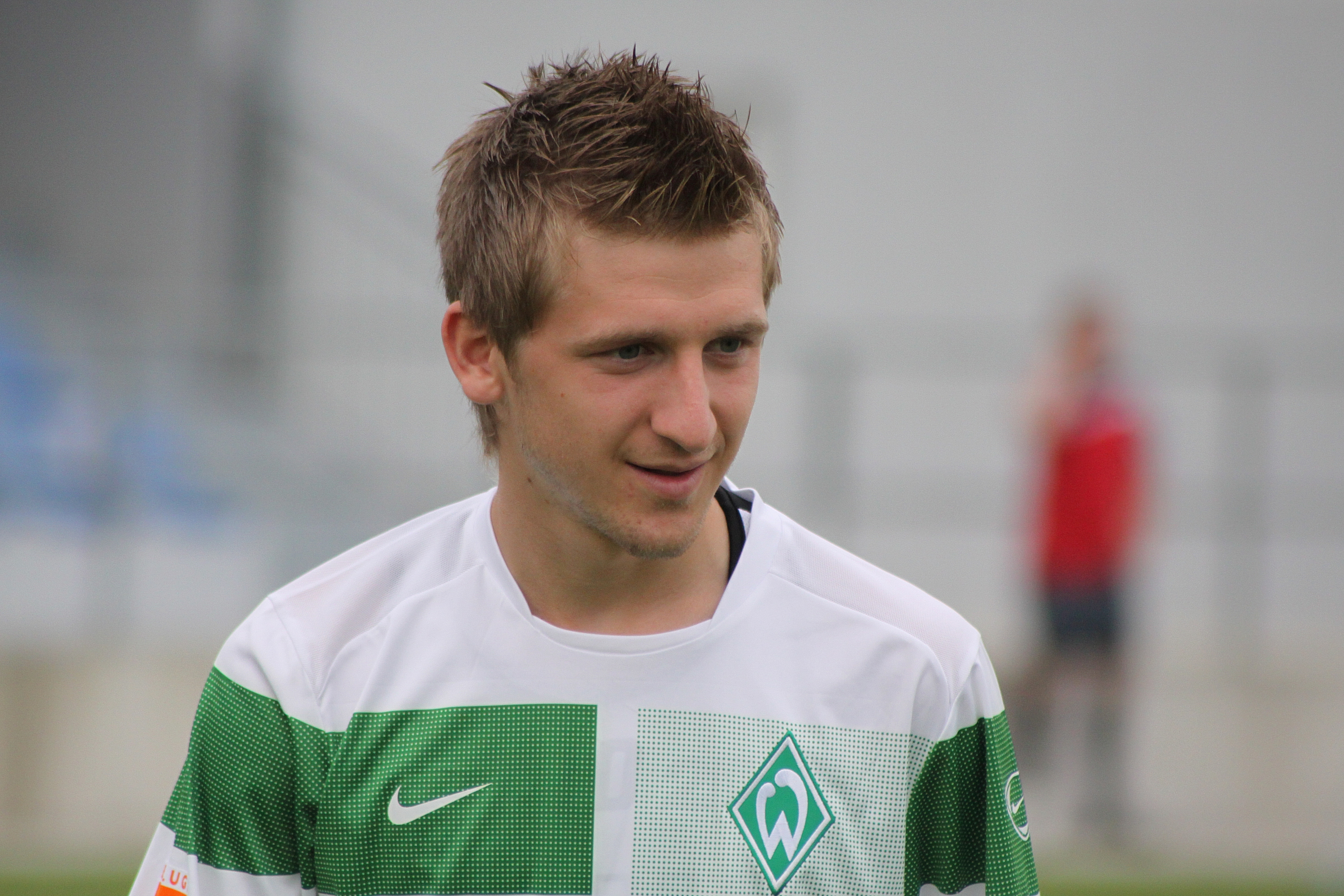
Marin con la camiseta del Werder Bremen.

Tras el parón invernal, entrenó esporádicamente con la primera plantilla del equipo renano. Su primera convocatoria para un partido de primera división fue el 31 de marzo de 2007 contra su exequipo, el Eintracht. Ingresó en el campo en el minuto 63 y de sus botas salió el balón del gol del empate a uno, marcado por Federico Insúa.
La temporada 2007-08, el Mönchengladbach jugó en la 2. Bundesliga. En la segunda categoría del fútbol alemán, Marin se convirtió en parte fundamental de su equipo, que volvió a ascender, dando 13 asistencias de gol. Marin consiguió sus dos primeros goles en liga el 13 de abril de 2008, en la victoria del equipo de Mönchengladbach por 3 a 0 contra el SpVgg Greuther Fürth.

### Werder Bremen
El 24 de junio de 2009 el Werder Bremen hizo oficial su contratación, por aproximadamente 10 millones de euros y días más tarde se anunció que Marko usará el dorsal número 10. Formó parte del tándem ofensivo con Mesut Özil y Aaron Hunt y en su primera temporada logró marcar cuatro goles y dar once pases de gol. En la temporada 2011-12 su forma empeoró notablemente, ya que solo anotó un gol y concedió cinco asistencias. Su único gol en aquella campaña data del 18 de febrero cuando abrió el marcador en el minuto nueve en el derby ante Hamburger SV. Después de 87 encuentros y 8 goles, Marin se marchó al Chelsea.

### Chelsea
Una vez terminada la Bundesliga el fichaje se hizo oficial. Marko Marin era nuevo jugador del Chelsea. Los Blues habían cerrado la incorporación del habilidoso centrocampista alemán, quien llegó procedente del Werder Bremen, como así lo confirmó el conjunto londinense a través de un comunicado en su página web.
Marin, de 23 años, llegó a Stamford Bridge a cambio de 8 millones de euros. En la operación entró el belga Kevin De Bruyne, quien se marchó al Werder Bremen en condición de cedido para la siguiente temporada, siendo uno de los muchos jugadores del conjunto azul con pocos minutos.

#### Cesiones
El 30 de junio de 2013 se hizo oficial su marcha al Sevilla en calidad de cedido por un año sin opción de compra. Ese mismo año, ganó la Liga Europa al Benfica, protagonizando la anécdota de la final, al salir sustituyendo a José Antonio Reyes, en el minuto 79; pero también siendo sustituido en el minuto 107 por Kevin Gameiro.
El 18 de agosto de 2014 el Chelsea cerró el acuerdo de cesión con la ACF Fiorentina para que jugara en el equipo italiano la temporada 2014-15. En enero de 2015 llegó al conjunto belga del R. S. C. Anderlecht para jugar la segunda mitad de la temporada. Ese mismo año, en agosto, recaló en el Trabzonspor turco.

### Olympiacos y Estrella Roja
El 23 de agosto de 2016 se hizo oficial su pase al Olympiacos, firmando por tres temporadas.
El 1 de septiembre de 2018 se hizo oficial su fichaje por el Estrella Roja.

### Tramo final de carrera
El 5 de enero de 2020 se marchó traspasado al Al-Ahli saudí. Un año después se marchó cedido a Al-Raed.
Para la temporada 2021-22 se unió al Ferencváros T. C. Esa acabó siendo la última campaña de su carrera, regresando en junio al Estrella Roja para trabajar como jefe de ojeadores.

## Selección nacional
A pesar de ser también seleccionable con Bosnia-Herzegovina, Marin se decantó por la selección de fútbol de Alemania. Jugó en todas las categorías juveniles. Tras su paso por la sub-18, en cuyas convocatorias fue habitual, saltó dos pasos intermedios al ser convocado para la selección sub-21 el 21 de agosto de 2007 contra Irlanda.
En febrero de 2007, Marin, junto a Björn Kopplin del Bayern de Múnich y Manuel Fischer del VfB Stuttgart, fue uno de los tres alemanes que formaron parte del equipo que representó a la UEFA en la Meridian Cup contra un combinado sub-18 africano. El equipo europeo se impuso a los africanos el 27 de febrero de 2007 (6-1) y el 1 de marzo de 2007 (4-0).
Marko Marin fue incluido el 16 de mayo de 2008 por el entrenador alemán Joachim Löw en su lista preliminar de convocados para la Eurocopa 2008 en Austria y Suiza. Durante la preparación para la competición, Marin disputó su primer partido con la absoluta alemana el 27 de mayo de 2008 en Kaiserslautern contra Bielorrusia. Algunos días más tarde Löw hizo público que Marin no formaría parte de la selección definitiva para la Eurocopa.
El 20 de agosto de 2008 disputó un nuevo amistoso con la selección alemana, esta vez contra Bélgica. Cuando llevaba siete minutos en el campo, anotó su primer gol con la Mannschaft.
En junio de 2009 disputó en Suecia con la selección sub-21 de Alemania el campeonato europeo de la categoría. Alemania ganó el torneo, pero Marin no pudo jugar la final debido a una lesión que sufrió en el partido contra Italia.
En mayo de 2010 Marin entró en la lista definitiva del seleccionador nacional Joachim Löw para disputar el Mundial de Sudáfrica. En esta competición entró como sustituto en los partidos contra la selección de fútbol de Australia y la selección de Serbia. Al desempeñar una mala actuación en este último partido, no participó más en el campeonato donde ganó la medalla de bronce.

### Participaciones en Copas del Mundo
| Mundial                        | Sede      | Resultado    |
| ------------------------------ | --------- | ------------ |
| Copa Mundial de Fútbol de 2010 | Sudáfrica | Tercer lugar |

### Participaciones en Eurocopas
| Copa                    | Sede   | Resultado |
| ----------------------- | ------ | --------- |
| Eurocopa Sub-21 de 2009 | Suecia | Campeón   |

## Palmarés

### Títulos nacionales
| Título              | Club              | País    | Año  |
| ------------------- | ----------------- | ------- | ---- |
| Superliga de Grecia | Olympiacos F. C.  | Grecia  | 2017 |
| Superliga de Serbia | Estrella Roja     | Serbia  | 2019 |
| Nemzeti Bajnokság I | Ferencváros T. C. | Hungría | 2022 |
| Copa de Hungría     | Ferencváros T. C. | Hungría | 2022 |

### Títulos internacionales
| Título                 | Club (*)        | País         | Año  |
| ---------------------- | --------------- | ------------ | ---- |
| Eurocopa Sub-21        | Alemania sub-21 | Suecia       | 2009 |
| Liga Europa de la UEFA | Chelsea F. C.   | Países Bajos | 2013 |
| Liga Europa de la UEFA | Sevilla F. C.   | Italia       | 2014 |

(*) Incluyendo la selección.
El 18 de agosto de 2006, la Federación Alemana de Fútbol le concedió a Marin la Medalla Fritz Walter de plata (premio para jóvenes promesas del fútbol alemán). El 12 de septiembre de 2007 le fue otorgada la de oro.

## Ciudadanía
Debido a que su lugar de nacimiento se halla en Bosnia-Herzegovina, Marin fue titular hasta finales de enero de 2008 de la doble nacionalidad. La perdió al renunciar oficialmente en el consulado a la nacionalidad bosnia. Marin justificó su decisión alegando que ya había jugado con Alemania.